# 胡友信
胡友信（1516年—1572年），字成之，號思泉，浙江湖州府德清縣人，民籍，明朝政治人物、學者。

## 生平
嘉靖二十八年（1549年）己酉科浙江鄉試第五十三名舉人，隆慶二年（1568年）戊辰科進士。授廣東順德縣知縣，政績卓著。六年（1572年）卒於任，縣民立祠祭祀。

## 著作
胡友信博通经史，与归有光齐名，並稱“归胡”。有《天一山房稿》，有明三百年，制艺称大家者八人，胡友信为其一。

## 家族
曾祖胡敏；祖父胡華，縣丞；父胡世和。母魏氏；繼母沈氏。慈侍下。
有孫胡公冑、曾孫胡渭。

## 延伸阅读
[在维基数据编辑]
 《明史卷二百八十七》，出自《明史》